# LAMP3
LAMP3 (англ. Lysosomal associated membrane protein 3) – білок, який кодується однойменним геном, розташованим у людей на короткому плечі 3-ї хромосоми.  Довжина поліпептидного ланцюга білка становить 416 амінокислот, а молекулярна маса — 44 346.
| 10         |  | 20         |  | 30         |  | 40         |  | 50         |
| ---------- |  | ---------- |  | ---------- |  | ---------- |  | ---------- |
| MPRQLSAAAA |  | LFASLAVILH |  | DGSQMRAKAF |  | PETRDYSQPT |  | AAATVQDIKK |
| PVQQPAKQAP |  | HQTLAARFMD |  | GHITFQTAAT |  | VKIPTTTPAT |  | TKNTATTSPI |
| TYTLVTTQAT |  | PNNSHTAPPV |  | TEVTVGPSLA |  | PYSLPPTITP |  | PAHTTGTSSS |
| TVSHTTGNTT |  | QPSNQTTLPA |  | TLSIALHKST |  | TGQKPVQPTH |  | APGTTAAAHN |
| TTRTAAPAST |  | VPGPTLAPQP |  | SSVKTGIYQV |  | LNGSRLCIKA |  | EMGIQLIVQD |
| KESVFSPRRY |  | FNIDPNATQA |  | SGNCGTRKSN |  | LLLNFQGGFV |  | NLTFTKDEES |
| YYISEVGAYL |  | TVSDPETIYQ |  | GIKHAVVMFQ |  | TAVGHSFKCV |  | SEQSLQLSAH |
| LQVKTTDVQL |  | QAFDFEDDHF |  | GNVDECSSDY |  | TIVLPVIGAI |  | VVGLCLMGMG |
| VYKIRLRCQS |  | SGYQRI     |  |            |  |            |  |            |

A: Аланін

C: Цистеїн

D: Аспарагінова кислота

E: Глутамінова кислота

F: Фенілаланін

G: Гліцин

H: Гістидин

I: Ізолейцин

K: Лізин

L: Лейцин

M: Метіонін

N: Аспарагін

P: Пролін

Q: Глутамін

R: Аргінін

S: Серин

T: Треонін

V: Валін

Задіяний у таких біологічних процесах як адаптивний імунітет, імунітет, поліморфізм. 
Локалізований у мембрані, цитоплазматичних везикулах, лізосомі.